# Carsten Kühl

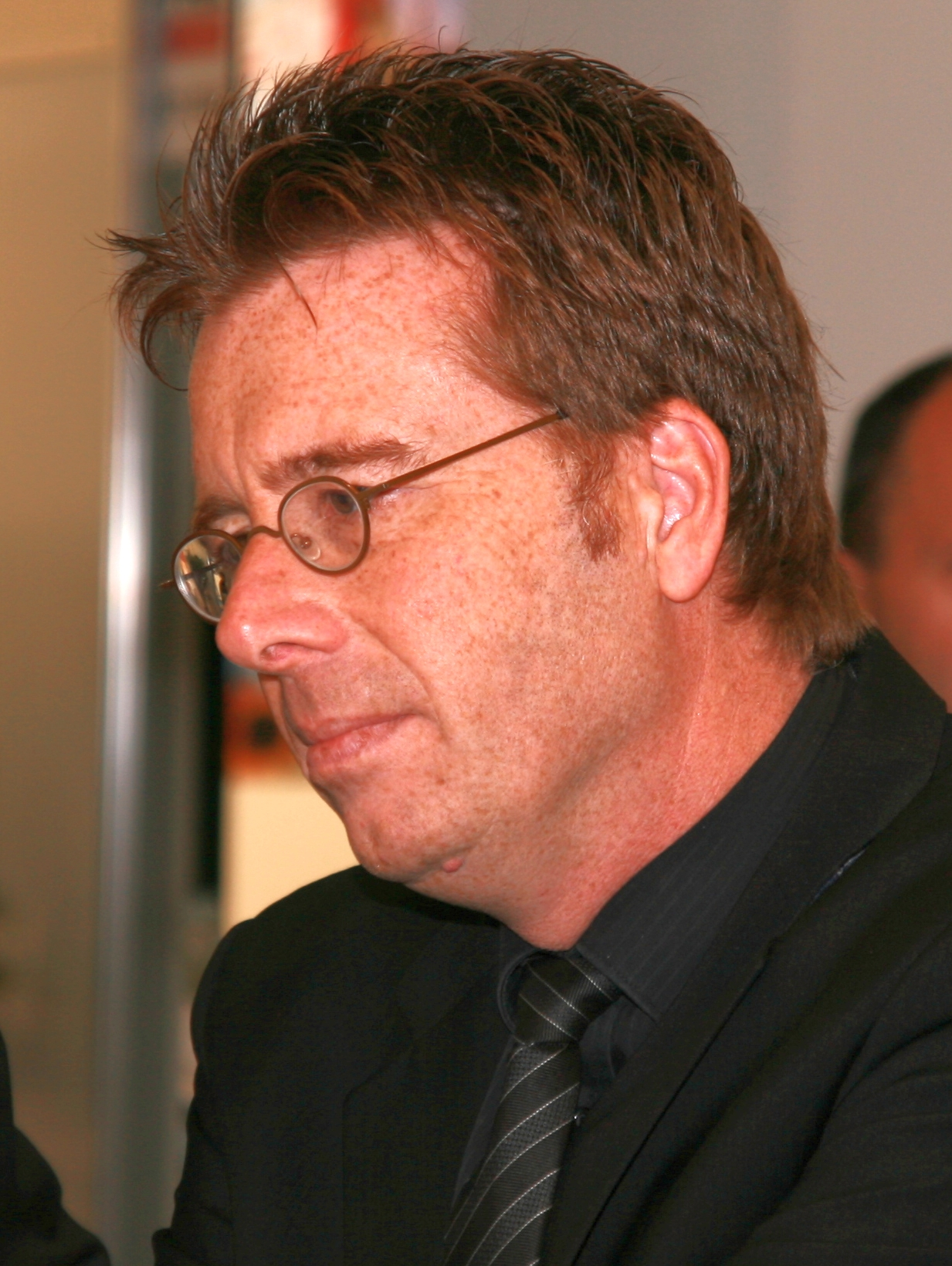
Carsten Kühl im Oktober 2012 auf der Expo Real

Carsten Kühl (* 9. März 1962 in Lauterbach, Hessen) ist ein deutscher Politiker (SPD). Er war vom 7. Juli 2009 bis zum 12. November 2014 Finanzminister von Rheinland-Pfalz.
Im August 2018 übernahm Kühl die Leitung des Deutschen Instituts für Urbanistik (difu) in Berlin. Kühl lehrt als Honorarprofessor an der Deutschen Universität für Verwaltungswissenschaften Speyer.

## Biographie

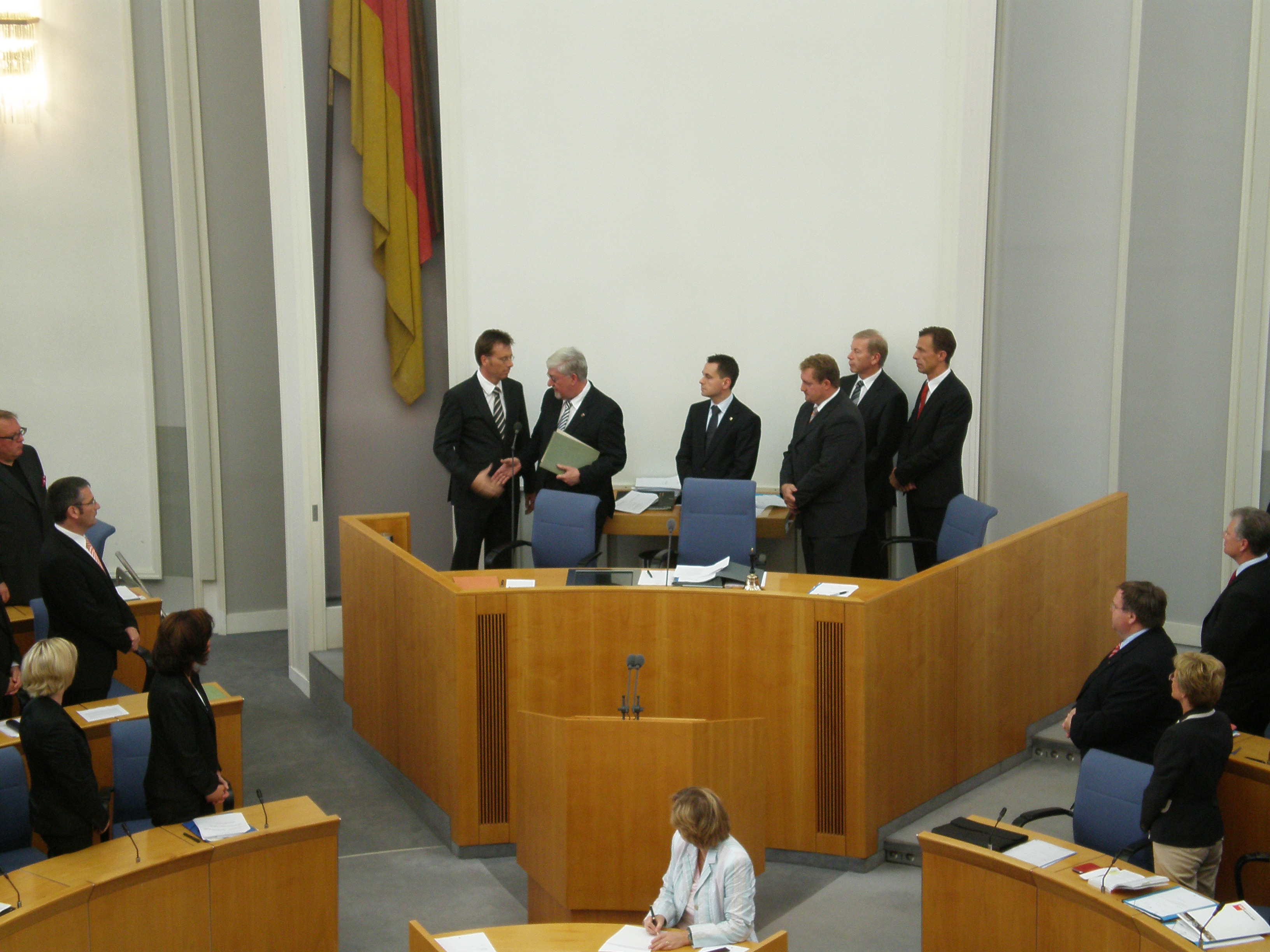
Vereidigung Kühls als neuer rheinland-pfälzischer Finanzminister im Plenarsaal des Landtages in Mainz am 10. Juli 2009

Nach dem Abitur 1981 und dem Wehrdienst absolvierte Kühl von 1982 bis 1988 ein Studium der Volkswirtschaftslehre an der Johannes Gutenberg-Universität Mainz. Bis 1993 schloss sich daran eine Beschäftigung als wissenschaftlicher Mitarbeiter am örtlichen Institut für Finanzwissenschaft an. 1994 promovierte Kühl bei Rolf Peffekoven zum Doktor der Wirtschafts- und Sozialwissenschaften. Der Titel der Dissertation lautet Strategien zur Finanzierung der Altlastensanierung.
Von 1993 bis 2003 war Kühl im rheinland-pfälzischen Wissenschafts- und Weiterbildungsministerium unter Jürgen Zöllner (aufgrund von Veränderungen des Ressortzuschnitts teilweise auch zuständig für Bildung, Forschung und Kultur) in Positionen mit zunehmender Verantwortung tätig, so stieg er vom Referenten über die Leitung des Ministerbüros bis zum Leiter der Zentralabteilung auf. Von 2003 bis zu seiner Ernennung als Staatssekretär im Jahre 2006 wirkte Kühl als Amtschef der Vertretung des Landes Rheinland-Pfalz beim Bund und der Europäischen Union.
Seit 2016 ist Kühl Honorarprofessor an der Deutschen Universität für Verwaltungswissenschaften Speyer.
Im August 2018 übernahm Kühl die Leitung des Deutschen Instituts für Urbanistik (difu) in Berlin.
Seit 2021 ist Kühl Mitglied des Aufsichtsrates des 1. FSV Mainz 05.
Kühl ist ledig und hat ein Kind.

## Politik
2006 wurde Kühl zum Staatssekretär im rheinland-pfälzischen Ministerium für Wirtschaft, Verkehr, Landwirtschaft und Weinbau ernannt.
Nach dem Rücktritt Ingolf Deubels (SPD) aufgrund der gescheiterten privaten Finanzierung des Projektes „Nürburgring 2009“ wurde Kühl am 7. Juli 2009 zum neuen Finanzminister ernannt. Am 10. Juli wurde er für sein neues Amt vereidigt. Seine Nachfolge als Wirtschaftsstaatssekretär trat Alexander Schweitzer (SPD) an. Im Jahre 2014 wurde er dann selbst Opfer der Nürburgring-Affäre. Nachfolgerin wurde die bisherige Ministerin für Bildung, Wissenschaft, Weiterbildung und Kultur, Doris Ahnen.
Am 9. August 2016 wurde bekanntgegeben, dass Kühl als Nachfolger von Michael Hartmann als Direktkandidat im Bundestagswahlkreis Mainz für die SPD kandidieren wird. Bei der Wahlkreiskonferenz am 25. Oktober 2016 wurde Kühl mit 96 Prozent der Stimmen zum Kandidaten gewählt. Kühl erzielte bei der Bundestagswahl 2017 28 % der Stimmen im Wahlkreis und unterlag damit Ursula Groden-Kranich (CDU), die 35,7 % der Stimmen erlangte. Da er auf Platz 10 der Landesliste stand, wäre er eigentlich im Juli 2019 für Katarina Barley in den Bundestag nachgerückt, doch durch seinen Verzicht zog stattdessen die nach ihm platzierte Isabel Mackensen in den Bundestag ein.